# Nati nel 1608
| Questa pagina contiene informazioni ricavate automaticamente dalle voci biografiche con l'ausilio del template Bio e di un bot. L'aggiornamento è periodico e automatico e ricostruisce completamente la pagina. Se manca una persona in questa lista, sei pregato di non aggiungerla, ma accertati piuttosto che la sua voce biografica contenga il template Bio e che i dati anagrafici siano correttamente compilati. Se il template Bio manca, inseriscilo tu stesso o, in alternativa, metti l'avviso {{tmp\|Bio}} che ne segnala la mancanza. Se i dati riportati sono sbagliati, correggi direttamente la voce biografica; le modifiche saranno visibili in questa lista entro pochi giorni. Per chiarimenti vedi il progetto biografie. La lista contiene solo le 71 persone che sono citate nell'enciclopedia e per le quali è stato implementato correttamente il template Bio. Pagina aggiornata al 27 gen 2025. |

## Gennaio(1)
- 28 gennaio - Giovanni Alfonso Borelli, matematico, astronomo e fisiologo italiano († 1679)

## Febbraio(4)
- 5 febbraio - Kaspar Schott, fisico e matematico tedesco († 1666)
- 6 febbraio - António Vieira, gesuita, missionario e scrittore portoghese († 1697)
- 12 febbraio - Daniello Bartoli, gesuita, storico e scrittore italiano († 1685)
- 21 febbraio - Elizabeth Hall,  inglese († 1670)

## Aprile(1)
- 25 aprile - Gastone d'Orléans, principe francese († 1660)

## Maggio(3)
- 4 maggio - Laura Margherita Mazzarino,  italiana († 1685)
- 15 maggio - Renato Goupil, gesuita, missionario e santo francese († 1642)
- 20 maggio - Giuseppe Rendina, storico italiano

## Giugno(2)
- 1º giugno - Salvatore Avvisati, religioso, oratore e predicatore italiano († 1689)
- 2 giugno - Pietro Cesare Alberti, viaggiatore italiano († 1655)

## Luglio(1)
- 16 luglio - Ferdinando III d'Asburgo, imperatore († 1657)

## Agosto(3)
- 15 agosto - Henry Howard, XXII conte di Arundel, nobile inglese († 1652)
- 16 agosto - Diego de Egües y Beaumont, militare e politico spagnolo († 1664)
- 20 agosto - Louis Jacob de Saint Charles, religioso francese († 1670)

## Settembre(6)
- 1º settembre - Giacomo Torelli, scenografo, ingegnere e architetto italiano († 1678)
- 15 settembre - Niccolò Albergati-Ludovisi, gesuita, arcivescovo cattolico e cardinale italiano († 1687)
- 19 settembre - Alfonso Litta, cardinale italiano († 1679)
- 20 settembre - Luis de Benavides Carrillo, generale e politico spagnolo († 1668)
- 20 settembre - Jean-Jacques Olier, presbitero francese († 1657)
- 29 settembre - Cesare Facchinetti, cardinale e arcivescovo cattolico italiano († 1683)

## Ottobre(4)
- 3 ottobre - Nicoletta di Lorena, duchessa († 1657)
- 9 ottobre - Bartolomeo Provaglia, architetto italiano († 1672)
- 15 ottobre - Evangelista Torricelli, matematico e fisico italiano († 1647)
- 18 ottobre - John Conant, religioso e teologo inglese († 1693)

## Novembre(7)
- 9 novembre - Tiberio Fiorilli, attore teatrale italiano († 1694)
- 10 novembre - Eleonora di Anhalt-Zerbst, nobile († 1681)
- 16 novembre - Ambrogio del Giudice, religioso e storico italiano († 1677)
- 16 novembre - Johann Freinsheim, critico letterario tedesco († 1660)
- 16 novembre - Esprit de Raymond de Mormoiron, militare e nobile francese († 1672)
- 23 novembre - Johann Maximilian von Lamberg, nobile, diplomatico e politico austriaco († 1682)
- 23 novembre - Francisco Manuel de Melo, scrittore, politico e militare portoghese († 1666)

## Dicembre(4)
- 6 dicembre - George Monck, I duca di Albemarle, ammiraglio inglese († 1670)
- 8 dicembre - Luigi Alessandro Omodei, cardinale italiano († 1685)
- 9 dicembre - John Milton, scrittore, poeta e filosofo inglese († 1674)
- 29 dicembre - Maria Polissena Landi, nobile italiana († 1679)

## Senza giorno specificato(35)
- Bartolomeo Avanzini, architetto italiano († 1658)
- Jacob Adriaensz Backer, pittore olandese († 1651)
- Montagu Bertie, II conte di Lindsey, militare e politico inglese († 1666)
- Paolo Emilio Besenzi, pittore, scultore e architetto italiano († 1656)
- Thomas Brooks, predicatore e teologo inglese († 1680)
- Francis Cheynell, religioso e scrittore inglese († 1665)
- Angiolo Maria Colomboni, religioso, matematico e miniatore italiano († 1672)
- John Cooke,  britannico († 1660)
- Nicolas Cotoner, militare spagnolo († 1680)
- Onofrio De Lione, pittore italiano († 1656)
- Giovanni Stefano Donghi, cardinale e vescovo cattolico italiano († 1669)
- Basil Feilding, II conte di Denbigh, politico, ambasciatore e militare inglese († 1675)
- Marcello Filonardi, vescovo cattolico italiano († 1689)
- Thomas Fuller, storico e presbitero britannico († 1661)
- Niccolò Gonzaga, nobile e ambasciatore italiano († 1665)
- Bernardo de Iturriaza, giudice spagnolo († 1678)
- Antoine Le Maistre, giurista francese († 1658)
- Innocenzo Mangani, architetto e scultore italiano († 1678)
- Francesco Martio, storico italiano († 1662)
- Angelica de' Medici,  italiano († 1636)
- Giovanni Andrea Podestà, pittore e incisore italiano
- Pieter Post, architetto e pittore olandese († 1669)
- Francisco Rizi, pittore spagnolo († 1685)
- Carlotta Savelli, nobildonna italiana († 1692)
- Carlo Emanuele Giacinto di Simiana, nobile, politico e militare italiano († 1677)
- Vittorio Siri, monaco cristiano, storico e matematico italiano († 1685)
- Floridor, attore teatrale francese († 1671)
- Giovanni Stanchi Dei Fiori, pittore italiano
- Pierre Stockmans, scrittore, magistrato e grecista belga († 1671)
- Evdokija Luk'janovna Strešnëva, nobile russa († 1645)
- Antonio Travi, pittore italiano († 1665)
- Juan de Velasco de la Cueva y Pacheco, generale e politico spagnolo († 1650)
- Giuseppe Zongo Ondedei, vescovo cattolico italiano († 1674)
- Willem de Poorter, pittore olandese
- Giovanni Agostino della Lengueglia, religioso, scrittore e storico italiano († 1669)